# Juan Mora Insa
Juan Mora Insa (Escatrón, 1880-Zaragoza, 1954) fue un fotógrafo aragonés discípulo de Ignacio Coyne. Colaborador del Heraldo de Aragón, realiza numerosas postales de Aragón, recorriendo muchos lugares en bicicleta a pesar de haber sufrido la amputación de una pierna.
Trabajó para la Confederación Hidrográfica del Ebro. Juan Mora estuvo contratado como fotógrafo por parte de este organismo, en el periodo 1929-1954.  La Confederación Hidrográfica del Ebro fue la primera institución española de carácter civil que hizo uso de la fotogrametría aérea para elaborar la cartografía de su  jurisdicción.
Destaca también su labor fotográfica documental sobre el patrimonio arquitectónico aragonés, encargada por el Ministerio de Educación, que permite conocer cómo fueron muchos monumentos desaparecidos hoy día o cambiados en su estructura.

## El archivo fotográfico
Su archivo fotográfico, formado por más de 5.500 placas, es propiedad del Gobierno de Aragón y se conserva en el Archivo Histórico Provincial de Zaragoza. El fondo está dividido en dos grupos:
1. Archivo de Arte Aragonés
2. Mora industrial

Todas sus fotografías, realizadas entre 1905 y 1954, están digitalizadas y se puede acceder a ellas a través del buscador DARA, Documentos y Archivos de Aragón. El acceso a este fondo es libre.